# آنا سیول
آنا سیول(به انگلیسی: Anna Sewell) (۳۰ مارس ۱۸۲۰ – ۲۵ آوریل ۱۸۷۸) رمان‌نویس انگلیسی بود که بیشتر از همه به خاطر رمان کلاسیک زیبای سیاه معروف شد که به حقوق حیوانات و زندگی مشقت‌بار آنها می‌پردازد. این رمان پنج ماه قبل از فوت وی منتشر شد.